# Alberto Valentini
Alberto Aldo Valentini González (ur. 25 listopada 1937, zm. 24 października 2009) – chilijski piłkarz grający podczas kariery na pozycji obrońcy.

## Kariera klubowa
Karierę piłkarską Alberto Valentini rozpoczął w Santiago Wanderers w 1957. Z Santiago Wanderers zdobył mistrzostwo Chile w 1958 oraz Puchar Chile w 1959. Drugim i ostatnim klubem w jego karierze było stołeczne CSD Colo-Colo, w którym występował w latach 1966–1972. Z Colo-Colo dwukrotnie zdobył tytuł mistrzowski w 1970 i 1972.

## Kariera reprezentacyjna
W reprezentacji Chile Valentini zadebiutował 18 grudnia 1960 w wygranym 4-1 towarzyskim spotkaniu z Paragwajem. 
W 1966 roku został powołany przez selekcjonera Luisa Álamosa do kadry na Mistrzostwa Świata w Anglii. Na Mundialu Prieto wystąpił w dwóch meczach z KRLD i ZSRR, który był jego ostatnim meczem w reprezentacji.
Od 1960 do 1966 roku rozegrał w kadrze narodowej 19 spotkań.